# مقاطعة قم
مقاطعة قم (بالفارسية: شهرستان قم) مقاطعة إيرانية في محافظة قم. مركزها هي مدينة قم. بلغ تعداد سكانها حسب تعداد عام 2006 ميلادي 1,046,737 نسمة، وعام 2010 نسمة، ميلادي 1٬115٬672 نسمة.